# Вегенер, Пауль (гауляйтер)
Пауль Вегенер (нем. Paul Wegener; 1 октября 1908 года, Фарель, Ольденбург, Германская империя — 5 мая 1993 года, Вехтерсбах, Гессен, ФРГ), партийный и государственный деятель нацистской Германии, обергруппенфюрер СС (1 августа 1944 года).

## Биография
Сын врача. Посещал гимназию в Балленштедте (Гарц, ныне — в земле Саксония-Анхальт). После сельскохозяйственной практики окончил образование в Немецкой колониальной школе сельского хозяйства, торговли и промышленности (Deutschen Kolonialschule für Landwirtschaft, Handel und Gewerbe) в Витценхаузене (Гессен). Здесь женился на дочери доцента. С 1929 по 1930 год работал продавцом в одной экспортно-импортной фирме в Бремене.
1 августа 1930 года вступил в НСДАП (партбилет № 286 225). 1 февраля 1931 года вступил в СА; командир 19-го полка СА и ортсгруппенляйтер Фарена. С 1 мая 1932 года — командир 75-го полка СА. С 11 марта 1933 года — районный руководитель НСДАП (крайсляйтер) в Бремене. Также с 1933 года был членом Бременского парламента, государственный советник Свободного ганзейского города Бремен.
12 ноября 1933 года стал депутатом Рейхстага от округа Везер-Эмс. С 11 июля 1934 по 8 августа 1936 года был рейхсамтсляйтером в Штабе заместителя фюрера, адъютант Мартина Бормана.
С 8 августа 1936 года — заместитель гауляйтера гау Курмарк (с 1940 — Марк Бранденбург) Эмиля Штюрца. В феврале — апреле 1940 года служил в ВВС, военный корреспондент.
19 апреля 1940 года назначен руководящим сотрудником Рейхскомиссариата Норвегия, руководитель организации НСДАП в Норвегии, работал под руководством рейхскомиссара Йозефа Тербовена. С 15 июля 1940 года — гебитскомиссар области Северная Норвегия (Тронхейм). С 1 октября 1940 года — начальник исполнительного штаба Й. Тербовена, руководил созданием оккупационного аппарата в Норвегии. 20 апреля 1940 года перевёлся из СА в СС и получил билет № 353 161.
В 1941 году добровольцем участвовал в Греческой кампании в составе «Лейбштандарта СС Адольф Гитлер».
16 мая 1942 года после смерти Карла Рёвера назначен рейхсштатгальтером земли Ольденбург и гауляйтером гау Везер-Эмс (штаб-квартира — г. Ольденбург). С 16 ноября 1942 года — имперский комиссар обороны Везер-Эмса. С 22 апреля 1945 года — имперский комиссар обороны Северной Германии.
Принимал активное участие в работе Фленсбургского правительства гросс-адмирала Карла Дёница. 2 мая 1945 года вошёл в состав правительства, заняв пост высшего гражданского комиссара имперской обороны (Oberster Zivilen Reichsverteidigungskommissar) в ранге имперского статс-секретаря. 23 мая 1945 года арестован во Фленсбурге вместе с другими членами правительства частями 10-й английской танковой армии.
Содержался в лагере для высокопоставленных военных и функционеров НСДАП № 32 (Camp Ashcan) в люксембургской деревне Мондорф-ле-Бен. 28 ноября 1949 года английским военным трибуналом в Билефельде с учётом срока проведённого в заключении приговорён к 6 годам и 6 месяцам тюрьмы. В мае 1951 года освобожден.
После освобождения работал коммерческим служащим в Зинцхайме около Баден-Бадена, с 1959 года вместе с семьей жил в Вехтерсбахе в Гессене, работал представителем фирмы по торговле древесиной.